# Фізика прискорювачів
Фізика прискорювачів — прикладний розділ фізики, що має справу з проектуванням, конструюванням та експлуатацією прискорювачів. Фізику прискорювачів можна також описати як область досліджень, що має справу зі створенням пучків заряджених частинок, управління ними за допомогою електромагнітних полів та їхнього детектування.  
Дослідження фізики прискорювачів тісно зв'язані з іншими областями фізики та техніки: радіофізикою, особливо мікрохвильового діапазону, оптикою, особливо геометричною оптикою, оскільки фокусування та зміна напрямку руху пучків заряджених частинок має багато спільного з маніпулюванням світловими променями, комп'ютерною технологією, особливо цифровою обробкою сигналів, наприклад, для створення автоматизованих модулів управління пучками. 
Самі експерименти, що проводяться на прискорювачах, не вважаються частиною фізики прискорювачів, а належать, залежно від їхньої мети, до фізики елементарних частинок, ядерної фізики, фізики конденсованих середовищ, радіаційної фізики, матеріалознавства тощо: тип експериментів визначається характеристиками створених пучків: типом частинок, середньою енергією, інтенсивністю потоків. 